# Национален парк Лос Гласиарес
Национален парк Лос Гласиарес (на испански: Parque Nacional Los Glaciares) е федерална защитена зона в провинция Санта Крус, Аржентина, втория по големина национален парк в страната, разположен на площ от 7269,27 km². Основан през 1937 г., паркът е дом на представителна извадка от биоразнообразието на Магелановите субполярни гори и Западните патагонски степи
Национален парк Лос Гласиарес е територия, която се отличава с изключителна красота: с назъбени, извисяващи се планини и множество ледникови езера, включително езерото Аржентино, дълго 160 km. В най-отдалечената му точка се обединяват три ледника, които се стопяват в млечносива ледникова вода, която се влива в масивни айсберги в езерото.
Леденото поле е най-голямата ледена мантия извън Антарктида. Той разполага с общо 47 глетчера и още 200 по-малки ледници, независими от областта на главния лед.
През 1986 г. Национален парк Лос Гласиарес става част от списъка на световното културно и природно наследство на ЮНЕСКО.

## Галерия
- Айсберг в северния ръкав на езерото Аржентино
- Плаващ айсберг в езерото Аржентино
- Снимка от въздуха
- Падане на част от 100 м стена на ледника Спагазини
- Сателитна снимка на част от парка